# Miniac-Morvan
Miniac-Morvan è un comune francese di 3 649 abitanti situato nel dipartimento dell'Ille-et-Vilaine nella regione della Bretagna.

## Società

### Evoluzione demografica
Abitanti censiti